# Misaka
Misaka (ou Missaka, Mysaka) est une localité du Cameroun située dans le département du Fako et la Région du Sud-Ouest. Elle fait partie de la commune de Tiko.

## Géographie
Le village est situé à proximité d'une boucle du fleuve Moungo, à 29 km au nord-est du chef-lieu communal Tiko et à 5 km au nord de la route nationale 3 (axe Douala-Limbé).

## Population
Le village comptait 92 habitants en 1953, environ 220 en 1968 et 891 en 1972, principalement des Mungo.
Lors du recensement de 2005, on y a dénombré 1 220 personnes.

## Chefferie traditionnelle
La localité est le siège d'une chefferie traditionnelle de 2e degré :
- 849 : Chefferie Missaka

## Éducation
Une école privée baptiste y a été ouverte en 1963.

## Économie
La bananeraie de Boh Plantations Limited est mise en production depuis 2010 sur les rives du fleuve Moungo.